# 瓦利凯维尔
瓦利凯维尔（法語：Valliquerville，法語發音：[valikɛʁvil]）是法国滨海塞纳省的一个市镇，属于鲁昂区。

## 地理
瓦利凯维尔（49°36'49"N, 0°41'22"E）面积13.39 平方千米，位于法国诺曼底大区滨海塞纳省，该省份为法国北部沿海省份，其西部及北部濒大西洋英吉利海峡，东起顺时针与索姆省、瓦兹省、厄尔省和卡爾瓦多斯省接壤。
与瓦利凯维尔接壤的市镇（或旧市镇、城区）包括：欧兹博斯克、邦勒孔特、布瓦伊蒙、埃克雷特维尔莱邦、欧托勒瓦图瓦、伊沃托。

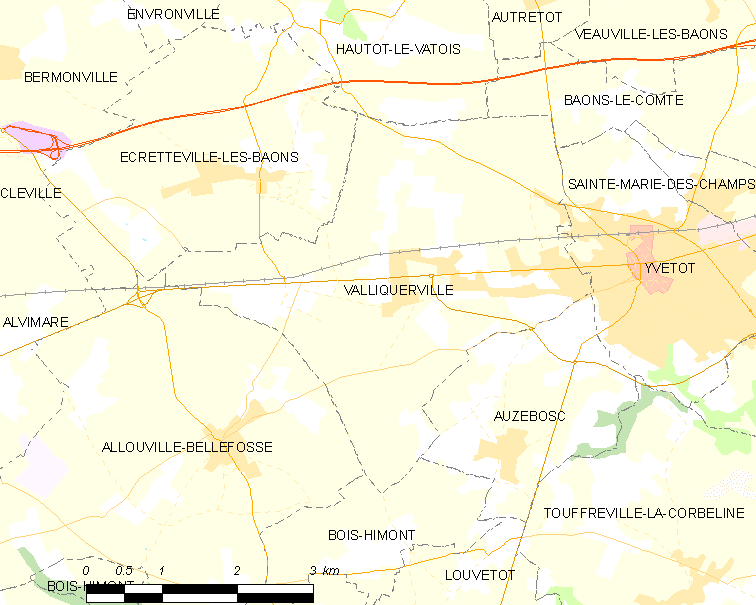
瓦利凯维尔的OSM定位图

瓦利凯维尔的时区为UTC+01:00、UTC+02:00（夏令时）。

## 行政
瓦利凯维尔的邮政编码为76190，INSEE市镇编码为76718。

## 政治
瓦利凯维尔所属的省级选区为伊沃托县。

## 人口

1962-2008年间瓦利凯维尔人口变化图示

瓦利凯维尔于2022年1月1日时的人口数量为1464人。